# Alvand, Iran
Alvand este un oraș din Iran.